# Leskova Draga
Leskova Draga es una localidad de Croacia situada en el municipio de Ravna Gora, en el condado de Primorje-Gorski Kotar. Según el censo de 2021, tiene una población de 8 habitantes.

## Demografía
| Gráfica de población de Leskova Draga 1857-2011                    |
|                                                                    |
| Según los censos de población de la Oficina de Estadísticas Croata |